# クラマス郡 (オレゴン州)
クラマス郡（英: Klamath County）は、アメリカ合衆国オレゴン州にある郡。郡名は、白人の探検隊が初めて訪れたときに、この地で生活を営んでいた先住民族「クラマス族」に因む。人口は6万9413人（2020年）。郡庁所在地はクラマスフォールズである。

## 歴史
郡名の由来にもなった先住民族のクラマス族は、白人が入植する1万年前からこの土地に住んでいた。1846年にアップルゲート街道を辿って入植者たちがやって来ると、異なる二文化の間で衝突が生まれ、1872年のモードック戦争につながった。立法議会は1882年10月17日、レイク郡の西部を分離して、クラマス郡を設置した。郡庁はリンクビル（後のクラマスフォールズ）に置かれた。
1864年10月14日、クラマス族との条約が締結し「クラマス保留地」が設立した。その後の40年間で複数回、モードック族がクラマス保留地に住居を構えることがあった。保留地内には広大な森林地帯が広がっていたことから、クラマス族は富を築き、1954年にアメリカ合衆国政府によりクラマス保留地が解体されるまで繁栄が続いた。この解体でクラマス族は買収金を受け取ったが、この多くは浪費や窃盗、詐欺などにより失われ、貧困の増大や部族のアイデンティティの喪失に繋がった。
エジソン・チロキン（1924-2003）に代表されるクラマス族の一部の人々は、買収金を受け取ることを拒んだ。その代わりに、彼らが主張したものはかつて彼らが生活を営んでいた、スプレイグ川流域に広がるクラマス族父祖の地であった。1980年12月5日、チロキン法が成立し、彼が望んだ土地の所有権が認められた。

## 地理

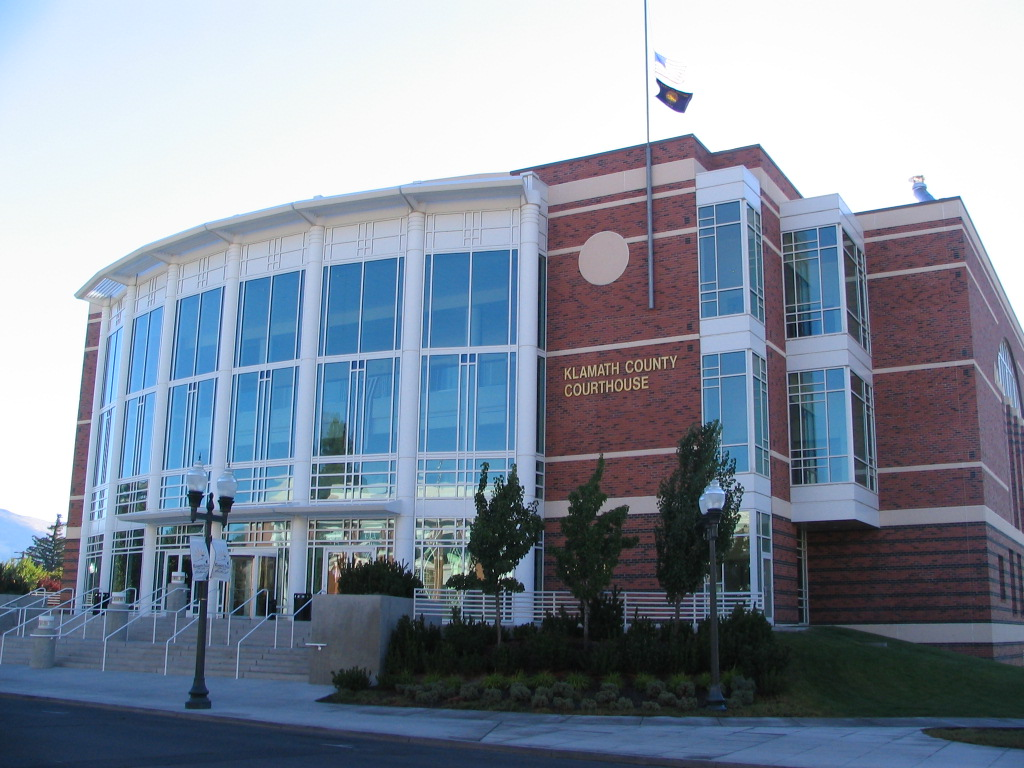
クラマス郡庁舎（クラマスフォールズ市）

アメリカ合衆国国勢調査局によると、郡の総面積は6,136 mi2で、その内5,944 mi2（15,892 km2）が陸地、192 mi2（496 km2、水面率3.12%）が水面である。

### 隣接郡
- ジャクソン郡 - 西
- ダグラス郡 - 北西
- レーン郡 - 北西
- デシューツ郡 - 北
- レイク郡 - 東
- シスキヨウ郡 - 南
- モードック郡 - 南

### 国立保護地域
- ベア・バレー国立野生動物保護区
- クレーターレイク国立公園（一部）
- デシューツ国立森林公園（一部）
- フレモント国立森林公園（一部）
- クラマス・マーシュ国立野生動物保護区

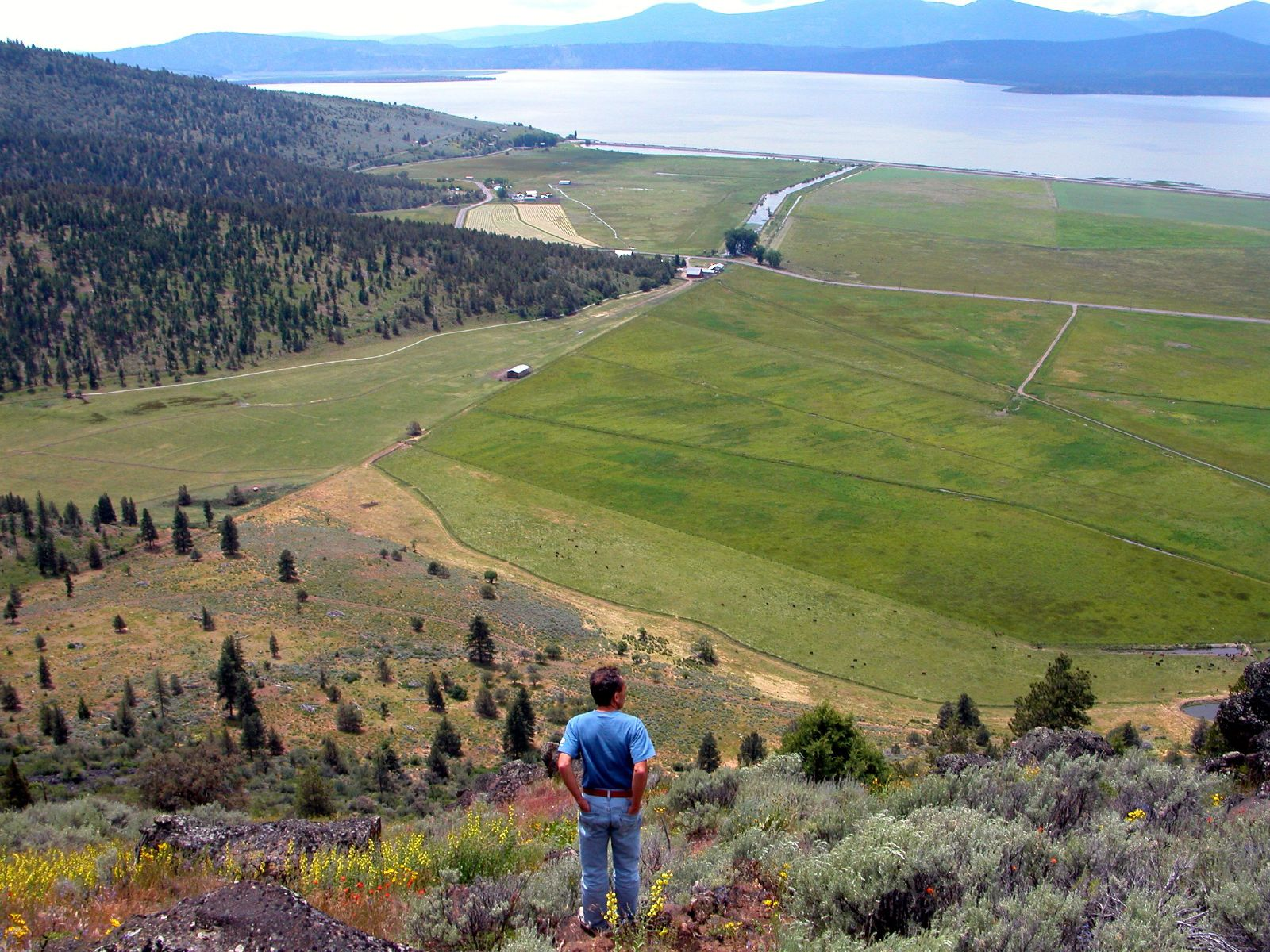
クラマス郡全景

- ロウアー・クラマス国立野生動物保護区（一部）
- ローグ川・シスキヨウ国立森林公園（一部）
- アッパー・クラマス国立野生動物保護区
- ウィネマ国立森林公園（一部）

## 経済
歴史的にクラマス郡の経済は材木業と農業を基礎としていた。今日では現地経済における自然資源産業の重要性は小さいものになったが、地域の政治やアイデンティティ、景観などにその名残を垣間見ることができる。ヨーロッパ系アメリカ人の共同体は、鉄道が敷設されて連邦が開拓促進事業に乗り出した1900年代初頭になると急激な成長を遂げた。クラマス灌漑事業により331 km2（128 mi2）の面積をもつロウアー・クラマス湖とトゥール湖から水が抜かれると、湖底や湿地帯だった土地が灌漑農地へと生まれ変わった。
スカイ・レイクス医療センターはこの地域最大の雇用人口を構える組織である。それに続いて、クラマス郡公立学区、ドア・窓メーカー「ジェルド・ウェン」が多くの従業員数を構える。地理的にカリフォルニア州に近いことから、現在は住宅建設が盛んに行われて居り、南部に定年を迎えた人々が多く集まっている。また、ハイキング、狩猟、鱒釣り、クレイターレイク国立公園などの屋外レクリエーションも地域経済に寄与している。6つの国立野生生物保護区の集合体（クラマス盆地国立野生生物保護区群）は、季節になると水鳥が多く集まる北米有数のスポットになる。野鳥観察に適した地域として世界的に有名である。自然の地熱による温泉があり、多くの住宅や企業、オレゴン工科大学キャンパスのエネルギー源として用いられている。このエネルギー源がどの程度のポテンシャルを持っているのかについては現在も調査が続いている。

## 人口動態
以下は2000年国勢調査による人口統計データである。
| - 人口: 63,775人 - 世帯数: 25,205世帯 - 家族数: 17,290家族 - 人口密度: 4人/km2（11人/mi2） - 住居数: 28,883軒 - 住居密度: 2軒/km2（5軒/mi2） 人種別人口構成 - 白人: 87.33% - アフリカン・アメリカン: 0.63% - ネイティブ・アメリカン: 4.19% - アジア人: 0.80% - 太平洋諸島系: 0.12% - その他の人種: 3.45% - 混血: 3.47% - ヒスパニック・ラテン系: 7.78% 祖先構成 - ドイツ系: 16.7% - アイルランド系: 10.8% - イングランド系: 10.7% - アメリカ系: 9.8% 第一言語 - 英語: 92.6% - スペイン語: 6.1% 年齢別人口構成 - 18歳未満: 25.80% - 18-24歳: 8.60% - 25-44歳: 25.50% - 45-64歳: 25.20% - 65歳以上: 14.90% - 年齢の中央値: 38歳 - 性比（女性100人あたり男性の人口） - 総人口: 100.10 - 18歳以上: 97.30 | 世帯と家族（対世帯数） - 18歳未満の子供がいる: 30.30% - 結婚・同居している夫婦: 54.20% - 未婚・離婚・死別女性が世帯主: 10.00% - 非家族世帯: 31.40% - 単身世帯: 25.30% - 65歳以上の老人1人暮らし: 10.40% - 平均構成人数 - 世帯: 2.49人 - 家族: 2.95人 収入と家計 - 収入の中央値 - 世帯: 31,537米ドル - 家族: 38,171米ドル - 性別 - 男性: 32,052米ドル - 女性: 22,382米ドル - 人口1人あたり収入: 16,719米ドル - 貧困線以下 - 対人口: 16.80% - 対家族数: 12.00% - 18歳未満: 22.40% - 65歳以上: 7.70% |

## 議会

### 政治
クラマス郡は、オレゴン州下院では共和党のビル・ガラードとジョージ・ギルマンが代表を務め、オレゴン州上院では共和党のダッグ・ウィトセットが代表を務めている。連邦レベルでは共和党のグレッグ・ウォルデンがアメリカ合衆国下院におけるクラマス郡の代表を務めている。クラマス郡は長年に渡って共和党が優勢である。クラマス郡で民主党が共和党を最後に上回ったのは1964年アメリカ合衆国大統領選挙で、この時にはリンドン・ジョンソンがバリー・ゴールドウォーターに3ポイント差で優位に立った。

## 教育

### 高等教育機関
- クラマス・コミュニティ・カレッジ
- オレゴン工科大学

## 都市と町
- クラマスフォールズ（郡庁所在地）
- ボナンザ
- チロキン
- マリン
- メリル

### 非法人地域、国勢調査指定地域
| - アルゴマ - アルタモント - ビーティー - ブライ - デイリー | - チェモー - クレシェント - フェアヘブン - ファルコンハイツ - フォートクラマス | - ギルクライスト - ヘイガー - ヘインズビル - ヘンレイ - ヒルドブランド | - ホットスプリングズ - キーノー - カーク - クラマス・エージェンシー - ランゲルバレー | - ローレラ - マローン - ミッドランド - モードックポイント - オデルレイク | - オレン - ペリカンシティ - パイングローブ - ロッキーポイント - スプレイグリバー | - スチュワート・レノックス - ターミナルシティ - ワーデン - ヨナ |